# Бюркель, Генрих
Генрих Бюркель (нем. Heinrich Bürkel; 29 мая 1802, Пирмазенс, Пфальц — 10 июня 1869, Мюнхен) — немецкий жанровый и ландшафтный художник. Представитель стиля бидермейер в немецкой живописи.

## Биография
Родился в Рейнской Баварии. В 1817 решил изучать право, но поощряемый друзьями занялся искусством. С 1822 обучался в Мюнхенской академии художеств. В 1823—1832 неоднократно посещал Италию и жил в Риме, путешествовал по Тиролю и Баварии.
Участник художественных выставок в Германии и за рубежом (Лондон, 1862, Париж, 1867 и др.).
Был почётным членом академий живописи в Дрездене, Вене и Мюнхене. Дружил с писателем Адальбертом Штифтером и художником Карлом Шпицвегом.
Умер в Мюнхене в 1869 году.

## Творчество
Художник-пейзажист, особенно, зимних пейзажных сцен. Часто использовал стаффаж. Автор ряда жанровых и батальных полотен, картин с изображениями животных.
В его жанровых картинах отчасти сказалось влияние старинных нидерландских мастеров XVII века и художников Италии.
Пользовался большой популярностью. Многие его работы были куплены для частных коллекций в Америке. Число его картин очень велико. По некоторым оценкам написал около 1000 картин и 6000 рисунков.

## Галерея

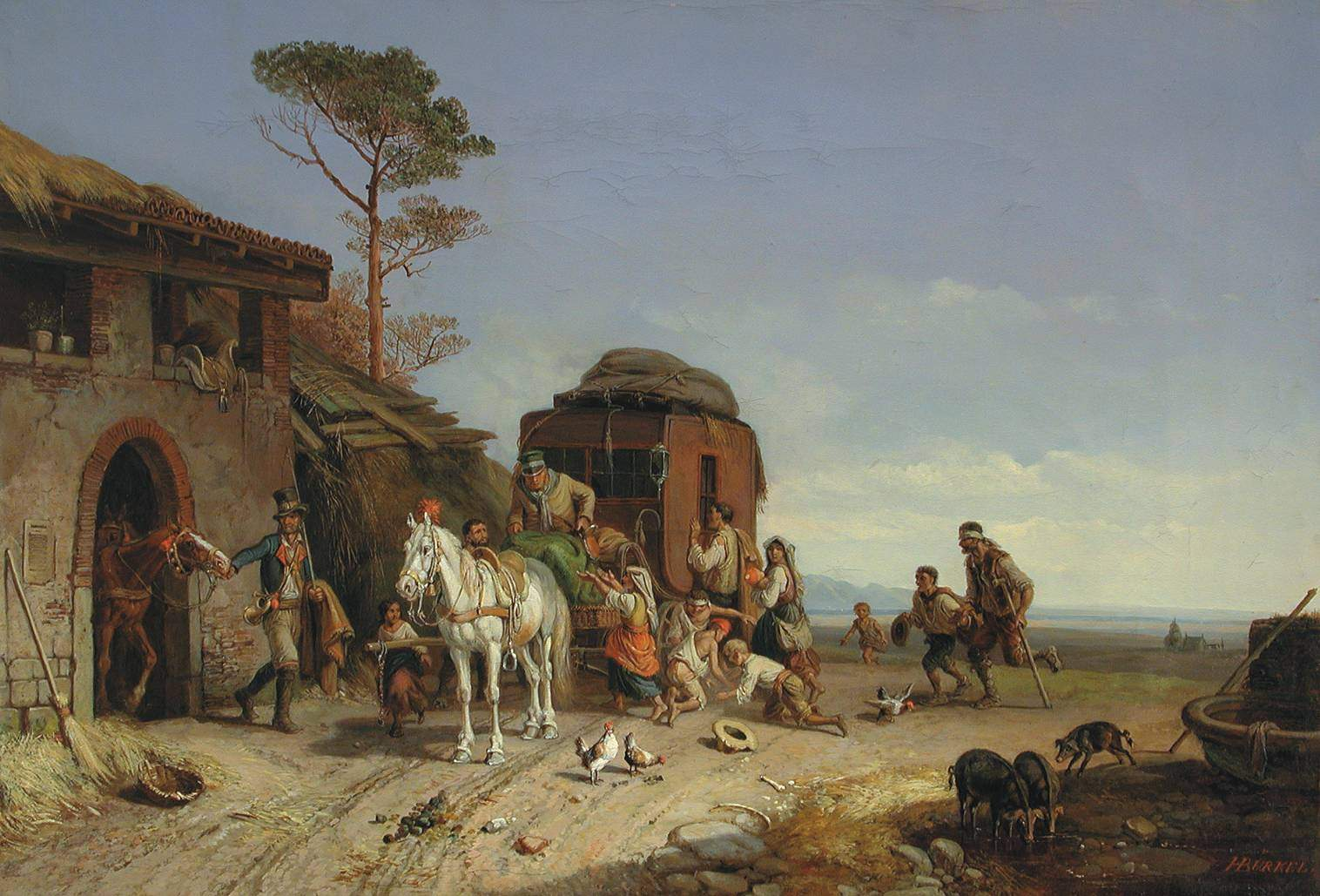
Нищие на почтовой станции в Италии

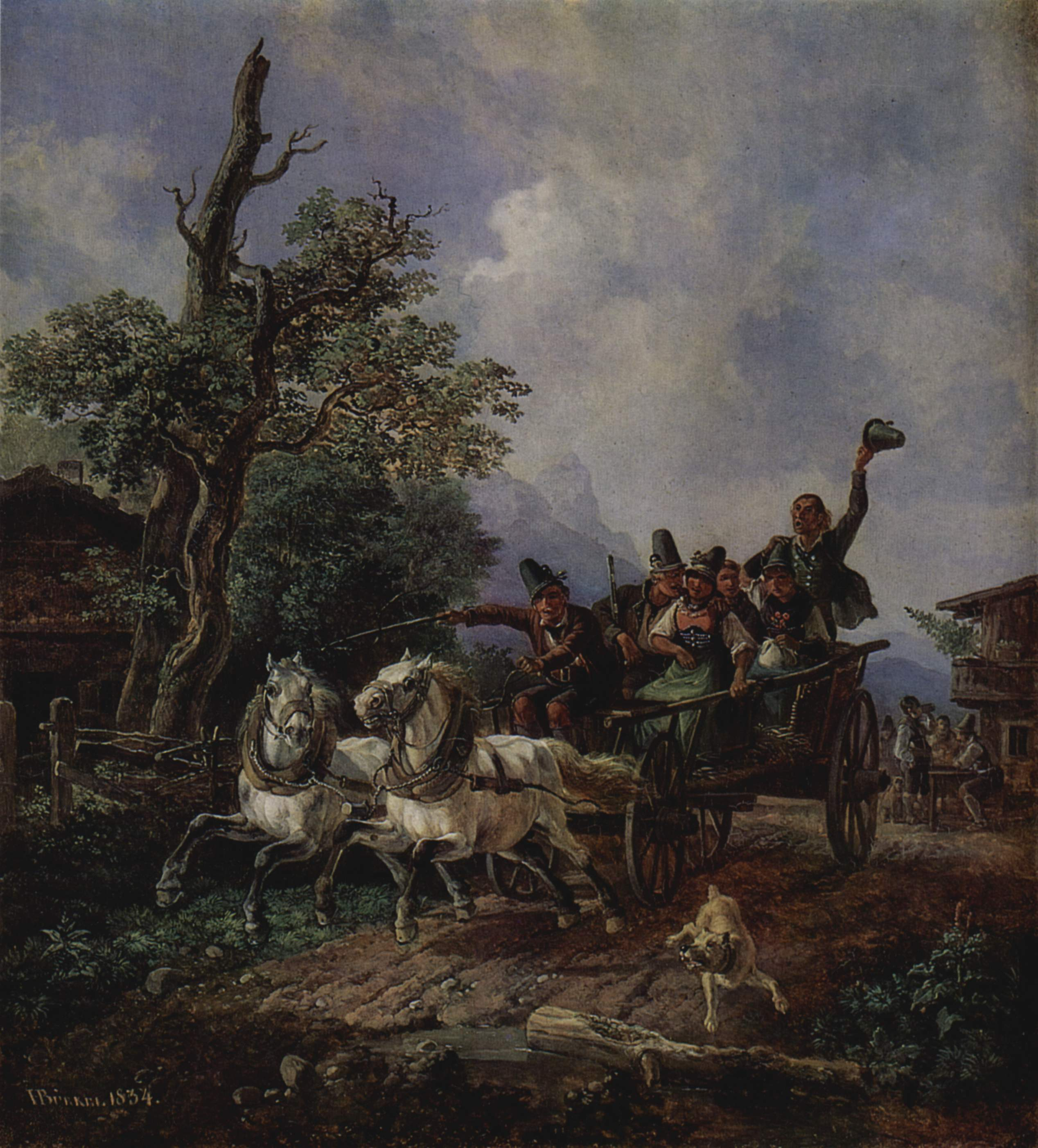
Пейзаж с фермы вагонов

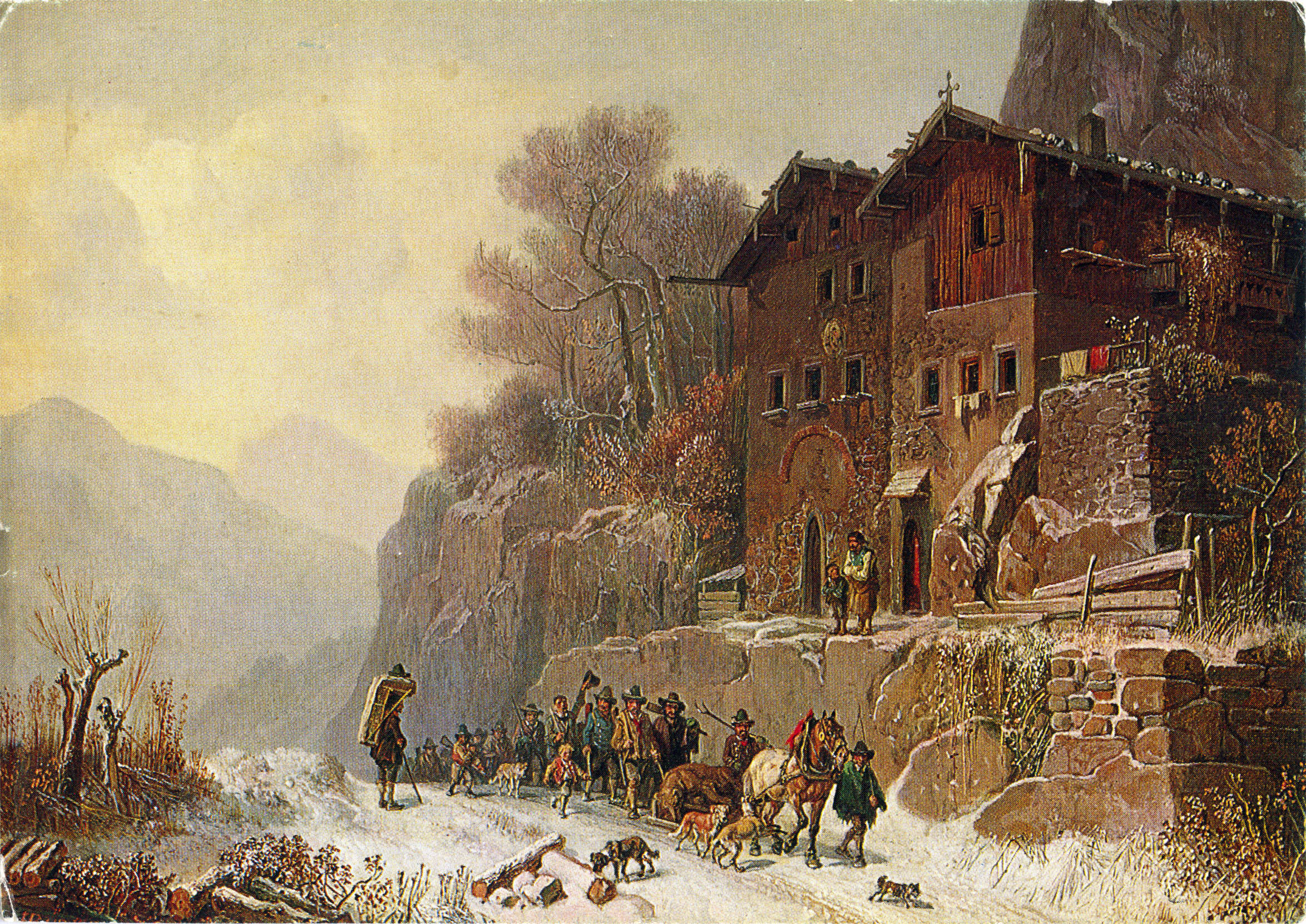
Возвращение с охоты на медведя